# Frederick Robinson (Seeoffizier)
Frederick Charles Bryan Robinson (* 3. April 1836; † 18. Januar 1896) war ein britischer Seeoffizier und zuletzt Vizeadmiral, der unter anderem zwischen 1891 und 1892 Oberkommandierender der Marinestation Ostindien (Commander-in-Chief, East Indies Station) war.

## Leben
Frederick Charles Bryan Robinson eines von sieben Kindern von Admiral Hercules Robinson (1789–1864) und dessen Ehefrau Frances Elizabeth Wildman-Wood. Sein älterer Bruder Sir Henry Robinson (1823–1893) war unter anderem zwischen 1876 und 1879 Assistierender Unterstaatssekretär beim Chief Secretary for Ireland. Sein älterer Bruder war der Kolonialbeamte Hercules Robinson (1824–1897), der unter anderem Gouverneur von Hongkong (1859 bis 1865), Gouverneur von New South Wales (1872 bis 1879) sowie Gouverneur Neuseelands (1879 bis 1880) war und 1896 als 1. Baron Rosmead in den erblichen Adelstand der Peerage of the United Kingdom erhoben wurde, wodurch er bis zu seinem Tode Mitglied des House of Lords war. Ein weiterer älterer Bruder war der Kolonialbeamte Sir William Cleaver Francis Robinson (1834–1897), der wiederum unter anderem Gouverneur der Falklandinseln (1866 bis 1870), drei Mal Gouverneur von Western Australia (1875 bis 1877, 1880 bis 1883, 1890 bis 1895) sowie Gouverneur von South Australia (1883 bis 1889) war.

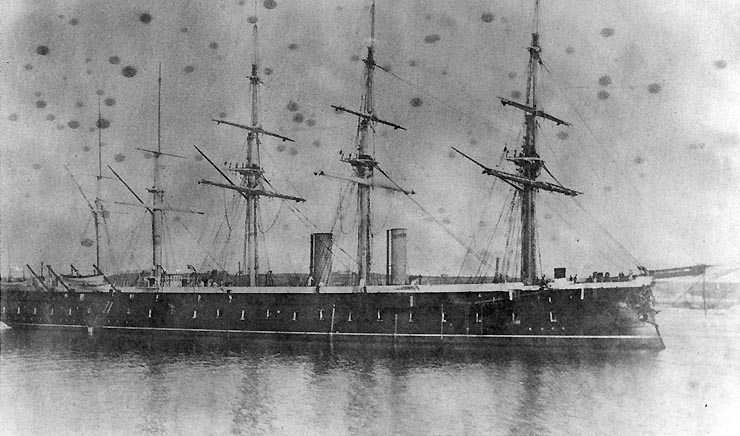
1885 wurde Captain Robinson Kommandant der Panzerfregatte HMS Agincourt.

Robinson absolvierte eine Ausbildung zum Seeoffizier in der Royal Navy und wurde am 4. April 1855 zum Lieutenant befördert. Er versah zwischen dem 7. Mai 1860 und dem 17. August 1862 Dienst an Bord der Schaufelrad-Fregatte HMS Magicienne unter dem Kommando von John Edmund Commerell und unternahm Seefahrten nach Ostindien und China. Danach war er vom 17. August 1862 bis zum 22. September 1863 kommissarischer Kommandant des zur Marinestation Australien (Australia Station) gehörenden Kanonenbootes HMS Pioneer, das im Anschluss verkauft wurde. Am 30. September 1863 wurde er zum Commander befördert und war später vom 28. November 1868 bis zu einer Verwundung im Januar 1871 Kommandant der Sloop HMS Rinaldo, die zur Marinestation China (China Station) gehörte. Danach wurde er am 24. Juli 1871 zum Captain befördert.
Am 17. Mai 1885 wurde Frederick Robinson Kommandant der Panzerfregatte HMS Agincourt, des Flaggschiffs des stellvertretenden Kommandeurs des Kanal-Geschwaders (Second-in-Command Channel Squadron) Rear-Admiral William Henry Whyte. Am 7. Juli 1887 wurde er zum Rear-Admiral befördert und war zeitweise Adjutant (Aide-de-camp) von Königin Victoria. Zuletzt wurde er am 26. Februar 1891 Nachfolger von Rear-Admiral Edmund Fremantle als Oberkommandierender der Marinestation Ostindien (Commander-in-Chief, East Indies Station) und hatte diesen Posten bis zum 26. Januar 1892 inne, woraufhin Rear-Admiral William Kennedy ihn ablöste. Mit seinem Ausscheiden aus dem aktiven Militärdienst wurde er am 5. Oktober 1892 zum Vice-Admiral ernannt und später auch Fellow der Royal Geographical Society (FRGS).
Frederick Charles Bryan Robinson war zwei Mal verheiratet. In erster Ehe heiratete er 1864 Williamina Bradley, Tochter von William Bradley und Emily Esther Hovell. In zweiter Ehe heiratete er 1889 Alice Frances Tew, Tochter von Lieutenant-Colonel Cyril Blackburne Tew (1838–1890), Colonel des 15th Regiment, und Harriet Salisbury Rothe. Deine Tochter Ehefrau Phyllis Robinson war mit  Oberstleutnant G. M. Creasey verheiratet und Mutter von Timothy Creasey (1923–1986), der als General der British Army unter anderem zwischen 1980 und 1981 als Commander-in-Chief, United Kingdom Land Forces Oberkommandierender der Landstreitkräfte war.